# 5,45×39 мм
5,45×39 мм — радянський проміжний унітарний набій центрального займання. Розроблений на початку 1970-х років групою конструкторів і технологів під керівництвом В. М. Сабельникова: Л. І. Булавський, Б. В. Сьоміним, М. Є. Федоровим, П. Ф. Сазоновим, В. І. Волковим, В. А. Ніколаєвим, Є. Є. Зиміним, П. С. Корольовим. Прийнятий на озброєння в 1974 році.
При проєктуванні набою 5,45×39 мм розробники враховували досвід створення і бойового застосування американського набою 5,56×45 мм, тому новий набій вийшов схожим за ефективністю, незважаючи на меншу потужність. Малокаліберна куля з високою початковою швидкістю забезпечує високу настильність траєкторії (у порівнянні з набоєм 7,62×39 мм, дальність прямого пострілу збільшилася на 100 метрів), має непогану пробивну дію і значну забійну дію. Малий імпульс відбою в момент пострілу сприятливо позначається на купчастості і влучності стрільби, а зменшення маси набою дозволяє стрільцю переносити більший боєзапас (200 набоїв 7,62×39 мм важать стільки ж, скільки 300 набоїв 5,45×39 мм).
Штатно набій споряджають суцільнооболонковою кулею. Усередині стандартної кулі міститься осердя з м'якої сталі, покрита оболонкою з мідного сплаву. Гільза набою пляшкової форми, з кільцевою «проточкою» біля основи, без виступу фланця.
Армійські набої 5,45×39 мм виробляли в СРСР, НДР, Югославії, і виробляють в Болгарії, Польщі, Румунії. Також їх виробляють в Україні, Киргизстані, Узбекистані, Росії.

## Номенклатура патронів

Розріз патрона: (A — металева оболонка, B — сталеве осердя, C — пустотіла виїмка, D — свинцева вставка, E — пороховий заряд, капсуль не показаний)

Розроблено і серійно виробляються різні варіанти набоїв 5,45×39 мм:
- 5,45 ПС (Індекс ГРАУ — 7Н6) — патрон зразка 1974 р. зі звичайною кулею ПС зі сталевим сердечником. Куля не пофарбована, червоний лак герметизатора. Маса кулі — 3,4 г; маса сердечника (сталь Ст10) — 1,43 г; початкова швидкість — 880-900 м/с. В наш час[коли?] не випускається.
- 5,45 ПС (Індекс ГРАУ — 7Н6М) — патрон із звичайною кулею ПС зі сталевим осердям. Куля не пофарбована, червоний лак герметизатора. Розроблено в 1986 році. Маса кулі — 3,4 г; маса сердечника (сталь — Ст65) — 1,43 г; початкова швидкість — 880-900 м/с.
- 5,45 ПП (Індекс ГРАУ — 7Н10) — патрон з кулею підвищеної пробивальності ПП зі сталевим термозміцненим осердям. Куля не пофарбована, фіолетовий лак герметизатора. Маса патрона — 10,8 г; маса кулі — 3,62-3,74 г; маса осердя (сталь ст70 (ДСТУ 8429)) — 1,72-1,80 г; початкова швидкість кулі — 880-900 м/с. З 1992 року з метою економії свинцю та підвищення пробивної дії кулі, набій 7Н10 став стандартним.
- 7Н20 — дослідний патрон із бронебійною кулею.
- 7Н22 — патрон із бронебійною кулею БП. Носик кулі чорного кольору, лак-герметизатор червоного кольору. Прийнятий на озброєння у 1998. Маса кулі — 3,68 г; маса осердя (сталь У12А) — 1,75 м. Виробник — Барнаульський верстатобудівний завод.[3]
- 5,45 БС (Індекс ГРАУ — 7Н24) — патрон із бронебійною кулею БС. Різні заводи і в різні часи по різному маркували цей патрон, маркування було як у 7Н22, потім як у 7Н10, наразі воно відповідає 7Н6. Маса кулі — 4,15 г; маса осердя (вольфрам-кадмієвий сплав) — 2,1 г; початкова швидкість кулі — 840 м/с. Виробник — ФГУП ВО «Вимпел» (м. Амурськ).
- 7БТ4 — патрон із бронебійно-трасувальною кулею[4]. Носик кулі забарвлений у зелений колір. Маса патрона — 10,15 г; маса кулі — 3,02 г; початкова швидкість — 870-895 м/с. Патрон розроблений фахівцями ВАТ «Конструкторське бюро автоматичних ліній ім. Л. М. Кошкіна». Патрон з кулею БТ призначений для враження живої сили, в тому числі оснащеної засобами індивідуального захисту, коригування вогню і цілевказання. Куля БТ складається зі сталевої плакованої томпаком оболонки, сталевого осердя, свинцевої сорочки, трасувального заряду і каліброваного кільця. 80 % куль трасує на дальності 850 м, а також 80 % куль забезпечують пробиття сталевого листа Ст.3кп товщиною 8 мм на відстані 200 метрів або бронеплити товщиною 5 мм зі сталі 2П на дальності 70 метрів. Патрони з кулею БТ виготовляли Ульянівський машинобудівний завод (№3) і ВАТ «Тульський патронний завод» (№539). Серійні патрони мають маркування ідентичне патрону 7Т3 — зелений носик кулі і зелена смуга на упаковці, хоча спочатку передбачали, що набої БТ маркуватимуть у вигляді зеленого паска навколо носика кулі.
- 7Т3 — патрон із трасувальною кулею Т. Носик кулі забарвлений у зелений колір. Маса патрона — 10,3 г; маса кулі — 3,23 г; початкова швидкість — 883 м/с;
- 7Т3М — модернізований патрон із трасувальною кулею. Носик кулі забарвлений у зелений колір.
- 5,45 УС (Індекс ГРАУ — У1) — набій з кулею УС зі зменшеною швидкістю. Патрон призначений для безшумної автоматичної стрільби з автомата, обладнаного штатним глушником ПБС (Пристосування безшумної стрільби). Вершинка кулі забарвлена чорно-зеленим кольором. Маса патрона — 12,25 г; маса кулі — 5,15 г; початкова швидкість кулі — 303 м/с.
- 5,45 ПРС — патрон з кулею зі зниженою рикошетною здібністю (розроблений для спецслужб і правоохоронних органів). Розроблений у 2002—2003 рр. Куля оболонкова зі свинцевим осердям[5]. Виробляється з 2007 р. на ВАТ «Барнаульський верстатобудівний завод».
- 5,45 ПСП — патрон для підводної стрільби
- 7Х3 — холостий набій. Маса патрона — 6,6 г; маса порожнистої пластмасовою кулі — 0,22-0,26 г; заряд спеціального швидкозгораючого пороху масою 0,24 г.
- 7Х3 м — модернізований холостий патрон
- 7Х4 — навчальний патрон з інертним спорядженням. Відрізняється наявністю чотирьох поздовжніх виштамповок на гільзі і подвійного кільцевого обтиску кулі в дульце гільзи.
- Зразковий патрон — призначений для порівняльної перевірки балістичних характеристик патронів, що зберігаються на складах. Відповідає штатному патрону (7Н6), але виготовлений з підвищеною точністю. Носик кулі пофарбований у білий колір.
- Патрон з посиленим зарядом (УЗ) — вся куля цілком чорного кольору. Використовується в технологічних цілях при виробництві зброї.
- Патрон високого тиску (ВД) — вся куля цілком жовтого кольору. Використовується в технологічних цілях при виробництві зброї.[6]
- Патрон МЖВ-13 (?)
- 5,45 SP/HP — патрон з напівоболонковою/експансивною кулею. У порівнянні зі звичайними 5,45 ці типи куль мають більшу забійну силу і відсутній рикошет, але мають меншу пробивну здібність. Застосовуються в основному для полювання. Офіційно заборонені для використання у військових цілях.
- 7Н39 — дослідний набій з осердям з карбіду вольфраму.

Кулі 7Н6 та 7Н6М в період з 1987 по ~1995 рр могли випускатись у СРСР із термопосиленим осердям без зміни маркування набою, перевершуючи пробійну здібність 7Н10.

## Спортивні та мисливські патрони 5,45×39 мм
При розробці патрона 5,45×39 мм і аж до кінця 1980-х — 1990-х років не ставилося завдання створення цивільної зброї під цей набій і спеціалізованих експортних варіантів комерційних патронів. На пострадянському просторі в більшості країн обіг патронів 5,45×39 мм законодавчо був заборонений або обмежений (у зв'язку з тим, що зброя під даний патрон перебуває на озброєнні). Дотепер[коли?], крім автоматів Калашникова і їх модифікацій, під даний патрон розроблена дуже невелика кількість моделей цивільної зброї (німецька гвинтівка SSG-82, український автомат «Вепр» (1994), російський карабін СОК-98 «Вепрь-5,45» (1998), американський карабін Smith&Wesson Model M&P15R). Це пояснює незначне поширення патрона 5,45×39 мм (у порівнянні з патроном 5,56×45 мм).
- Після об'єднання Німеччини, патрони 5,45×39 мм зі складів Народної армії НДР деякий час продавалися як комерційні боєприпаси для цивільної зброї під найменуванням .215 RWS.
- В Росії: спортивний набій 5,45×39 мм з оболонковою кулею ПСО зі свинцевим осердям випускається на експорт Тульським патронним заводом[8]. Барнаульський верстатобудівний завод випускає спортивно-мисливські патрони 5,45×39 мм — з оболонковою кулею FMJBT і з напівоболонковою кулею SPBT зі свинцевим осердям[9]
- В Україні спортивно-мисливський патрон 5,45×39-4 з оболонковою кулею зі свинцевим осердям для конверсійних версій 5,45-мм автоматів Калашникова випускав до 2022 року ЗАТ Луганський патронний завод[10].
- Також комерційні патрони 5,45×39 мм виробляються в Сербії на патронній фабриці «Prvi Partizan».